# Govern de Combes
Antoine Combes va exercir el govern interí del territori de l'Alt Senegal de 1884 a 1885.

## Govern interí
Després del govern de Boilève, aquest va obtenir el seu trasllat a França deixant el comandament interí a l'oficial superior, el comandant Antoine Vincent Auguste Combes el 18 de juny de 1884. Samori mentre va establir una posició a Sibi, prop de Bamako i va fer avançar als seus destacaments cap a Niagassola i Kita. Alguns caps ja sotmesos es van pronunciar per l'almamy.

## Govern efectiu
Però el Parlament francès va refusar augmentar el pressupost i Combes, que el 4 de setembre fou confirmat en el càrrec de comandant superior, va rebre ordres de seguir operant amb extrema precaució. Combes va decidir establir un fort a Niagassola per aturar els sofes i protegir Kita assegurant tots els estats de la vall del Bakhoy: el Siéké, el Bouré i el país Manding, signant tractats amb ells.
Així el desembre de 1884 va concentrar a Diamou, un lloc més sa que Kayes, una columna expedicionària de 240 tiradors (dos companyies) i un escamot de spahis, amb els capitans Louvel, Hacquart i Chanteaume, el tinent Péroz i el tinent Harmand, i obrers qualificats, en total 410 homes. Van sortir el gener passant per Kita i d'allí a Niagassola on van arribar el març i van començar a construir el fort. Després van anar al Siéké i al Bouré, que es van sotmetre expulsant als sofes de les seves posicions. Després va arribar a Siguiri, on el comandant Combes va travessar el riu i va destruir un poblament que s'havia mostrat hostil. Baixant després per la riba esquerra va arribar a Kangaba i va deixar una peça d'artilleria per protegir la construcció del fort de 
Niagassola ; el capità Louvel va enviar un destacament a Niafadié, per controlar una eventual sedició. El Bouré va aportar queviures. La resta de la columna va arribar a Bamako l'abril.

## Lluites amb Samori Turé
Samori, mentrestant, que no esperava els francesos, havia reunit les seves forces a la riba dreta del Níger per lluitar contra el rei Tieba del Canadougou i Kénédougou (Kenedugu). La pèrdua del Bouré el va molestar especialment; es va instal·lar a Bissandougou a l'espera d'una ocasió favorable per recuperar el Bouré. Combes va considerar inútil conservar la posició de Kangaba i va ordenar al capità Louvel d'evacuar-la, i passant per Mansala i Niafadié retornar a Niagassola. Louvel va evacuar Kangaba a mitjan abril; es va reunir amb la secció que era a Niafadié (capità Dargelos) i va arribar a Niagassola el maig.
A mitjan maig, bandes de sofes de Samori van creuar el Níger i Combes va advertir a Louvel al que va ordenar reconstruir la posició de Niafadié amb ajut de la gent de Bougourou, hostils al almamy; Dargelos va retornar a Niafadié mentre Louvel es quedava al Bougourou. Mentre Samori, advertit de la retirada francesa de Kangaba, va creuar el Níger la nit del 27 al 28 de maig, amb intenció d'ocupar Niafadié que suposava abandonada. Louvel va enviar al tinent Bonnard en missió de reconeixement a Setiguia, capital del Bouré ; va passar la nit del 30 al 31 allí i l'endemà es va retirar al Bougourou. Al sortir, el germà de Samori, Malinkamory, va entrar a la població amb uns cinc mil homes, va massacrar als habitants i va perseguir als francesos als que va atrapar prop del riu Kommodo, a mig camí entre Setiguia i Bougourou. Al sentir trets el capità Louvel va acudir en ajut del seu tinent; cent homes es van enfrontar a cinc mil, que al cap de poca estona es van desbandar deixant 300 morts i 700 ferits (31 de maig de 1885). Malinkamory sospitant que s'enfrontava a tota la columna francesa van decidir travessar el riu mentre Louvel retornava al Bougourou i d'allí va anar a Niafadié, per si el capità Dargelos necessitava ajut.
Efectivament Samori ja s'havia adonat que només tenia al davant una companyia i va decidir ocupar Niafadié, l'antiga capital del Siéké, a uns 80 km al sud de Niagassola, que ja havia estat destruïda per Samori una anys abans (havent arrasat les fortificacions). Dargelos havia fortificat la seva posició al sud-est de Niafadié; Louvel no volia ser assetjat a Niafadié i va decidir retirar-se cap a Niagassola el 2 de juny però en abandonar la població va ser atacat per tots costats; sense gaires municions i amb molts ferits del combat del 31 de maig, es va replegar a Niafadié, mentre deu mil sofes l'atacaven; el foc massiu dels francesos va matar o ferir uns 600 enemics que va recular. Samori va decidir assetjar el lloc. Els francesos tenien aigua i menjar per deu dies i només els millors tiradors podrien disparar per no gastar municions.
El comandant Combes que era a Koundou (en ruta cap a Kayes) va saber la situació pel tinent Péroz i va anar a marxes forçades (135 km en 3 dies) cap a Niafadié on va arribar el 6 de juny. També va reunir al contingent que havia quedat a Niagassola i tropes que havia cridat de Kita. El 10 de juny va arribar a Kolitou, a 800 metres dels assetjats; de sobte va caure sobre els sofes que es van dispersar, i es va reunir amb Louvel. El setge havia durat deu dies. El tinent Bonnard va morir poc després de les ferides rebudes.
Tots junt van avançar cap a Niagassola per Oudoula i Dougounkoto. Samori els va perseguir am uns 5000 homes mentre el seu germà Fabou Ibrahima va sortir del país manding per establir-se al gué de Kokoro (a 10 km de Niagassola) per tallar l'accés al lloc. En un combat parcial a Dougounkoto (12 de juny de 1885) van provocar 820 baixes als sofes (i 600 ferits). El dia 14 de juny l'avantguarda es va enfrontar a l'exèrcit de Fabou Ibrahima a Kokoro, al qual va derrotar, podent passar tota la columna que pel darrere contenia a Samori. En aquest combat el informe de baixes enemigues fou de 650 morts i 1800 ferits. Un hora o dues després arribaven al fort de Niagassola on hi havia un canó que els protegia. La població de Niagassola no obstant fou cremada pels sofes (18 de juny) que foren rebutjats davant el fort, mentre Malinkamory ocupava Gale, a mig camí entre Niagassola i Kita. El tinent Péroz i 150 tiradors es van quedar al fort i la resta van retornar a Kita. Combes, al que els sofes anomenaven "el diable", com que s'acostava el hivern, va retornar a Kayes. Samori va retirar-se a Faraoulia, al Siéké deixant guarnició a Kokoro i a Malinkamory a Gale; Fabou va tornar al país Manding. Durant el hivern els sofes van fer incursions a la vall del Bakhoy i del Bafing, saquejant el Gadougou i el Gangaran arribant en les seves incursions fins a Médine i Fatafi. La línia de postes de telègraf fou destruïda.
Davant l'amenaça que suposava Samori el govern francès finalment va decidir augmentar el pressupost i apujar les forces de 400 a 900 homes. El tinent coronel Henri Nicolas Frey fou nomenat comandant superior el setembre entrant en funcions el 17 de novembre. Vegeu: Govern de Frey

## Primer intent d'arribar a Tombuctú
El setembre de 1885 el tinent de vaixell Davoust va planejar repetir el viatge de Mungo Park pel Níger fins a Tombuctú i fins i tot fins als ràpids de Boussa. Va demanar al comandant Combes permís per anar fins a Macina que li fou concedit, amb la missió de signar tractats amb els caps de les ribes del riu. Va sortir el 6 de setembre acompanyat del capità Delanneau (que havia signat el tractat amb Nyamina); va passar per Ségou i després Sansanding; en aquesta població va signar un tractat així com amb la gent del Kaminiadougou i, a través del Diafarabé, va arribar a Nauhau, a l'estat de Macina, a la confluència del Níger i el marigot de Djenné. Després va retornar cap a Bamako on la canonera havia de ser desmuntada; es va haver d'aturar als ràpids de Sotuba i va atracar a Manambougou.